# Banteay Prei Nokor

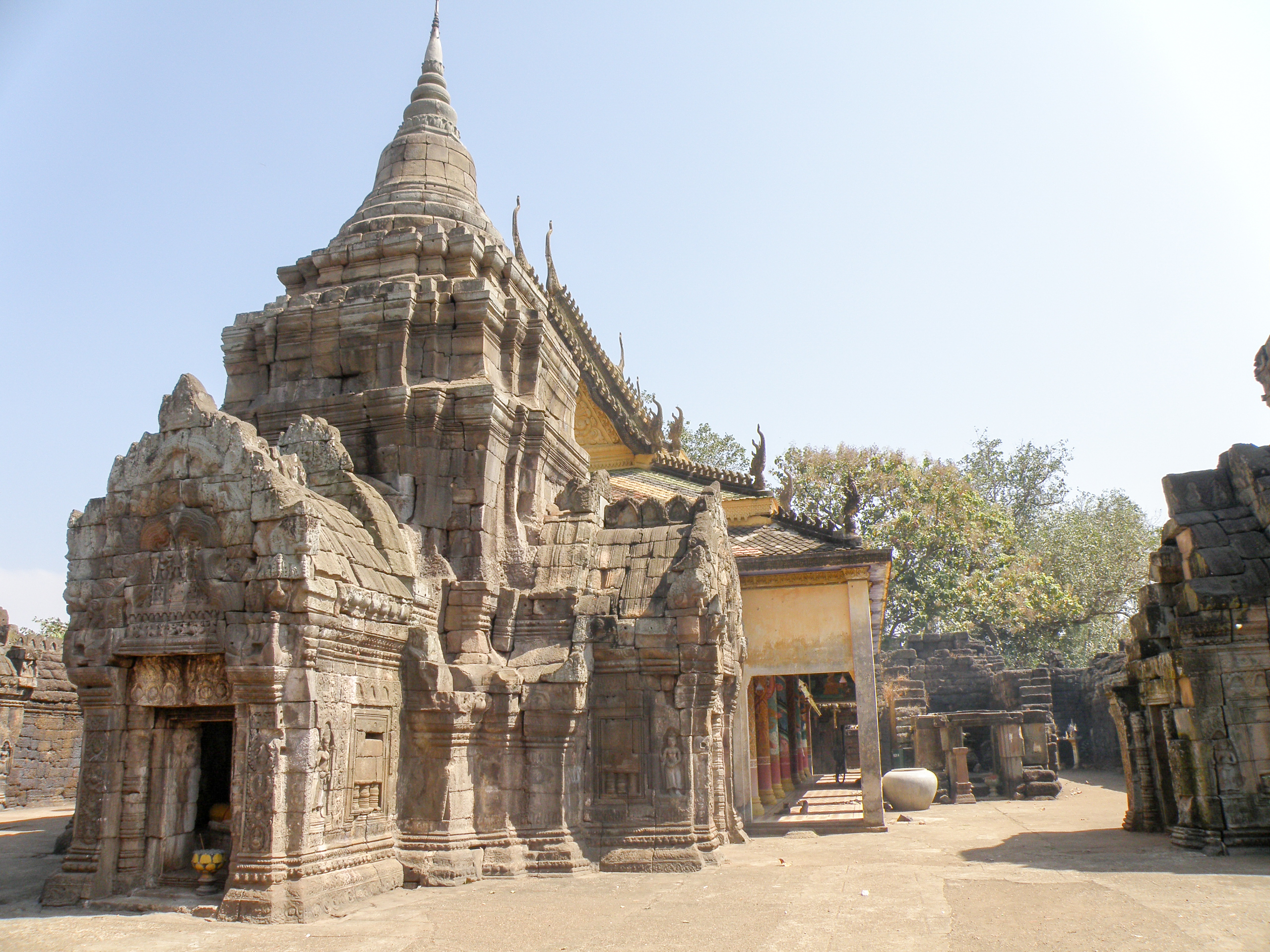

Banteay Prei Nokor ist eine große Stadt im Osten von Kambodscha, die aus der Zeit vor der Bildung des Reiches von Angkor stammt, also etwa Ende des 8. Jahrhunderts. Die Stadt ist deshalb bedeutungsvoll, weil sie als Hauptstadt von König Jayavarman II. (etwa 770 bis 834) angesehen wird, bevor er nach seiner Odyssee in den Nordwesten Südostasiens Angkor gründete.
Banteay Prei Nokor liegt am Rand der am Mekong gelegenen Stadt Kampong Cham. Die Stadt ist auf einer Fläche von 2,5 km² eingeschlossen von einem irdenen Wall und einem außen gelegenen Graben.  
Der russische Archäologe Victor Goloubev nahm 1936 einige Luftbilder der Gegend auf, die den Tempel, den Graben und das Ufer klar zeigen. Goloubev bemerkte auch fünf weitere Reservoirs, die auf einer Achse liegen und sich alle außerhalb des Grabens befinden. Im Zentrum befinden sich die Schreine Preah Theat Thom und Preah Theat Toch.
Koordinaten: 12° 0′ N, 105° 26′ O